# Vitamin D
Vitamin D je naziv za skupino sorodnih maščobotopnih sekosteroidnih snovi, ki imajo v telesu različne biološke funkcije; med drugim povečajo absorpcijo kalcija, magnezija in fosfata iz prebavil.  Za človeka sta najpomembnejša vitamin D3 (holekalciferol) in vitamin D2 (ergokalciferol).
Vitamin D je pomemben za normalno rast kosti, zob, delovanje mišic ter imunskega sistema. Pomanjkanje vitamina D v telesu se pri odraslih kaže s pojavom osteomalacije, pri otrocih pa z rahitisom.
Vitamin D3 (holekalciferol) nastaja v telesu; ob zadostni izpostavljenosti sončni svetlobi ta sinteza zadostuje potrebam organizma. V globljih plasteh kože namreč pod vplivom ultravijolične svetlobe nastaja iz 7-dehidroholesterola. V telo ga vnašamo tudi s prehrano živalskega izvora. Vir vitamina D2 (ergokalciferola) je hrana rastlinskega izvora. Holekalciferol, ergokalciferol ali njune presnovke lahko vnašamo v telo tudi s prehranskimi dopolnili ali zdravili.
Holekalciferol in ergokalciferol sta neaktivni obliki vitamina D; za aktivacijo sta potrebni dve zaporedni hidroksilaciji. Prva hidroksilacija poteka v jetrih, pri čemer nastane iz holekalciferola 25-hidroksiholekalciferol (kalcidiol), iz ergokalciferola pa 25-hidroksiergokalciferol (erkalcidiol). Z drugo hidroksilacijo, ki poteka v ledvicah, nastane aktivna oblika vitamina D (1α,25-dihidroksiholekalciferol ali kalcitriol oziroma α,25-dihidroksiergokalciferol ali erkalcitriol). Aktivna oblika vitamina D se veže na receptor za vitamin D (VDR); gre za jedrni receptor, ki je prisoten na številnih celicah. Po načinu delovanja sodi vitamin D med hormone ter po strogi definiciji ne spada med vitamine (za katere velja, da so nujni za življenje, a jih telo ne more sintetizirati).

## Pomanjkanje vitamina D
Pri pomanjkanju vitamina D se raven kalcija in fosfata tako zniža, da to ogroža zdrav razvoj in rast kosti. Bolezen, ki je posledica takega pomanjkanja, je rahitis pri otrocih, pri odraslih pa osteomalacija.
Do pomanjkanja pride zaradi nezadostne izpostavljenosti sončnim žarkom ali zaradi prehrane, v kateri ni dovolj vitamina D. Pomanjkanje med nosečnostjo povzroči osteomalacijo pri materi in rahitis pri novorojenčku. Materino mleko ne vsebuje dovolj vitamina D, zato zbolijo za rahitisom celo dojenčki v tropskih krajih, če jih pretirano varujejo pred soncem. Zbolijo lahko tudi starejši, ker se v njihovi koži kljub izpostavljenosti sončnim žarkom ne tvori dovolj vitamina D. Nekatere redke oblike rahitisa, ki jih povzroča okrnjena presnova tega vitamina, so dedne.

### Simptomi in zdravljenje
Prvi simptom bolezni pri dojenčkih so mišični krči (tetanija) zaradi nizke koncentracije kalcija. Malo starejši otroci začnejo pozneje sedeti in se plaziti. Počasneje se zaraščajo lobanjske kosti. Hrbtenična krivina pri otrocih od enega do štirih let je nenormalna, noge so lahko ukrivljene in otroci shodijo pozneje. Starejše otroke in mladostnike boli, ko hodijo. Zaradi sploščitve medeničnih kosti in zoženja porodnih poti pri mladostnicah je pozneje oteženo rojevanje. Pri odraslih so zaradi pomanjkanja kalcija kosti šibkejše, zato so pogostejši zlomi, posebno hrbtenice, medenice in nog.
Pomanjkanje vitamina D poleg naštetega poveča še infiltracijo maščob v skeletne mišice, slednje pa negativno vpliva na mišično moč in lahko povzroči še vrsto drugih motenj.
Rahitis in osteomalacijo ugotovimo po že naštetih simptomih, rentgenskih slikah kosti ter nizki koncentraciji kalcija, fosfatov in stranskih produktov vitamina D. Obe bolezni zdravimo dva do tri tedne z uživanjem petkratne priporočene dnevne količine vitamina D. Dedne oblike rahitisa se navadno izboljšajo, če jih zdravimo z biološko aktivnimi snovmi.

## Presežek vitamina D
Zaradi večmesečnega uživanja vitamina D v odmerkih, ki desetkrat presegajo priporočeno dnevno količino, se v krvi zveča koncentracija kalcija. Prvi simptomi so slabši tek, slabost, bruhanje, močna žeja, povečano odvajanje urina, šibkost, živčnost in visok krvni tlak. Kalcij se odlaga v telesu, predvsem v ledvicah, kjer lahko povzroči trajno okvaro. Moteno je delovanje ledvic. Zaradi tega beljakovine prehajajo v seč, v krvi pa se zviša raven sečnine, ki je odpadna snov.
Bolnik mora prenehati z dodajanjem vitamina D in uživati s kalcijem revno prehrano. Tako se zniža raven kalcija v telesu.

## Študije o vplivu vitamina D na zdravje

### Zdravje kosti
Ena izmed najpomembnejših vlog vitamina D je vzdrževanje ravnotežja kalcija v kosteh s spodbujevanjem absorbcije kalcija v črevesju, spodbujevanjem resorpcije kosti s povečanjem števila osteoklastov, ohranjanjem koncentracije kalcija in fosfatov za tvorbo kosti in omogočanjem pravilnega delovanja obščitničnega hormona za ohranjanje koncentracije kalcija v serumu. Ker pomanjkanje vitamina D spremeni presnovo mineralov v telesu, lahko pomanjkanje vitamina D povzroči nizko mineralno gostoto kosti in povečano tveganje za izgubo kostne mase (osteoporoza) ali zlomov kosti. Raziskovali so uporabo vitamin D za potencialno zdravljenje osteoporoze, ker pa je zdravljenje pomanjkanja vitamina D povezano s povečanjem mineralizacije osteoida (mlada kostnina), še vedno ni jasno ali vitamina D vpliva na osteoporotično obolenje kosti (osteoporozo). V presečnih raziskavah so ugotovili pozitiven rezultat razmerja med vitaminom D in mineralno gostoto kosti v kolku. V študiji Lips (2001) so poročali, da je zmanjšanja kostna gostota pri osteomalaciji (mehkost kosti) večja kot zmanjšana kostna gostota pri blagem pomanjkanju vitamina D. Obstaja tudi razmerje med nizko mineralno gostoto kosti in sedečim življenjskim slogom. To se kaže v slabotnih, starejših osebah, ki jim pogosto primanjkuje vitamina D in svinca. V študiji Lips (2001) so poročali tudi, da blago pomanjkanje vitamina D ni bilo povezano s povečanim tveganjem za zlom kolka. V študiji, opravljeni na Norveškem, ki jo je sestavljalo 246 bolnikov z zlomom kolka, pri katerih so raziskovali dejavnike tveganja. Rezultati so pokazali, da je uživanje vitamina D manjše od 100 I.E (internacionalnih enot) dnevno povezano s povečanim tveganjem za zlom kolka. Prehranska dopolnila z vitaminom D lahko povečajo tudi mineralno gostoto kosti v drugih delih skeleta. Študija je pokazala, da v primerjavi s kontrolno skupino, uživanje dodatka 800 IE/dan vitamina D, poveča mineralno gostoto kosti ledvene hrbtenice pri ženskah po menopavzi. Osebe, starejše od 50 let, potrebujejo višjo raven vitamina D. V študiji obravnavani v LoPiccolo et al. (2010), so odrasli, ki uživajo dnevno prehransko dopolnilo s 482-770 IE vitamina D, imeli znižano stopnjo nevretenčnih zlomov za 20 %. Vendar v študiji niso poročali o zmanjšanju tveganja zloma pri osebah, ki so uživali dnevno dopolnitev 400 IE ali manj vitamina D.

### Imunski sistem
Raziskovalci izpostavljajo povezavo med pomanjkanjem vitamina D in pojav multiple skleroze, zaradi posledice zaviralnega delovanja imunskega sistema.
Ni znano ali lahko jemanje prehranskega dopolnila z vitaminom D med nosečnostjo zmanjša verjetnost, da se bo kasneje v življenju pri otroku razvila multipla skleroza. Ne glede na to, pa uživanje dodatkov vitamina D nakazuje, da morda le-ta povzroča pandemijo alergijskih bolezni. Prav tako so odkrili povezavo med jemanjem prehranskih dopolnil z vitaminom D v otroštvu in povečanim tveganjem za atopijo (nagnjenje k preobčutljivosti) in alergijski rinitis (vnetje nosne sluznice) kasneje v življenju.

### Nosečnost
Vitamin D je ključnega pomena za zdravo okostje, saj izboljšuje notranjo mineralno sestavo. Povečane potrebe po vitaminu D se pojavijo pri otrocih in doječih materah. V različnih študijah želijo oceniti ali koncentracija vitamina D oziroma aktivnega metabolita kalcitriola, vpliva na rast in razvoj otroka, zmanjšanje možnosti razvoja osteoporoze in zlomov,...itd. 
Cilj prospekivne randomizirane študije, ki so jo izvedli v Londonu (bolnica St Mary's Hospital), je bilo določiti status vitamina D v nosečnosti in oceniti kakšne učinke ima dnevni in enkratni vnos vitamina D. V študijo je bilo vključenih 180 žensk, ki so jih sprejeli v 27 tednu nosečnosti in randomizirali (po naključnem izboru razdelili) v tri skupine zdravljenja. In sicer v skupino z enkratnim peroralnim odmerkom 200 000 IE vitamina D, v skupino, ki je prejemala odmerek 800 IE/dan (od 27 tedna nosečnosti do poroda) in v skupino, ki ni prejemala vitamina D. Koncentracije vitamina D (oz. aktivnega metabolita) so bile signifikantno višje v skupini, ki je prejemala dnevni odmerek vitamina D kot v skupini, ki je prejela en odmerek oziroma v skupini, ki ni prejela vitamina D. Prav tako je bilo v skupini, ki je prejemala dnevni odmerek vitamina D, pomembno manjše število žensk s sekundarnim hiperparatiroidizmom (povečano izločanje parathormona zaradi dolgotrajnega pomanjkanja kalcija). Raziskovalci so s študijo dokazali, da en začetni odmerek ali dnevni odmerek pomembno izboljšajo koncentracijo vitamina D, vendar kljub dodatkom vitamina D, je imelo le majhen odstotek žensk in otrok zadostno koncentracijo vitamina D. Za določitev optimalnega časa in odmerjanja vitamina D v nosečnosti bodo potrebne še nadaljnje raziskave.
Z različnimi raziskavami v razvitih državah ugotovljajo premajhen vnos vitamina D in zmanjšanje izpostavljenosti otrok sončnim žarkom na splošno. Pomanjkanje vitamina D opažajo tudi pri starejših otrocih in mladostnikih. Ameriška akademija za pediatrijo (AAP) je leta 1997 priporočala minimalni dnevni vnos 200 IE/dan vitamina D za dojenčke starejše od 2 mesecev in mladostnike. Na podalgi različnih raziskav sedaj AAP za novorojenčke, dojenčke in mladostnike priporoča minimalni vnos 400 IE/dan vitamina D, ki ga lahko začnejo dajati že nekaj dni po rojstvu. Razlog za povečanje minimalnega dnevnega vnosa je pojavljanje rahitisa v otroškem obdobju in izogibanje sončnim žarkom, zaradi strahu pred kožnim rakom.

### Gripa (influenca)
Pomanjkanje sinteze vitamina D je možna razlaga za visoko stopnjo okužbe z virusom gripe pozimi; Vendar pa so poleg vitamina D še drugi predpostavljeni dejavniki, ki vplivajo na okužbo v zimskem času. Drugi vpleteni dejavniki so nizka relativna zračna vlažnost, predvsem zaradi ogrevanja notranjih prostorov in nizke temperature kot ena izmed značilnosti zime, ki podpirajo širjenje virusa gripe.

### Kardiovaskularne bolezni (bolezni srca in ožilja)
Poročilo ameriškega National Health and Nutrition Examination Survey (NHANES), ki je zajelo skoraj 5000 udeležencev, ugotavlja, da je nizka raven vitamina D povezana s povečanim tveganjem za bolezen perifernih arterij (zapora arterij v rokah in nogah). Incidenca (pogostnost) bolezni perifernih arterij je bila 80 % višja pri udeležencih z najnižjo koncentracijo vitamina D (<17,8 ng/mL). Ugotovili so, da se raven holesterola, pri vrtnarjih v Veliki Britaniji v poletnih mesecih zmanjša. Nizka raven vitamina D je povezana tudi z zvišanim krvnim tlakom in kardiovaskularnim (srčno-žilnim) tveganjem. Številne opazovalne študije kažejo na to povezavo, vendar so v dveh sistemskih pregledih študij, le pri eni študiji ugotovili šibke dokaze koristi uživanja dodatkov,  v ostalih pa niso našli nobenega dokaza za ugoden vpliv dodatkov.